# Комбар
Комбар (рос. Комбар) — присілок у Татарському районі Новосибірської області Російської Федерації.
Входить до складу муніципального утворення Красноярська сільрада. Населення становить 131 особа (2010).

## Історія
Згідно із законом від 2 червня 2004 року органом місцевого самоврядування є Красноярська сільрада.

## Населення
| 2002 | 2007 | 2010 |
| ---- | ---- | ---- |
| 162  | →162 | ↘131 |